# Bimota
Bimota je majhni italijanski proizvajalec motornih koles. Podjetje je bilo ustanovljeno v Riminiju leta 1973. "Bimota" je akronim za priimke treh ustanoviteljev: Valerio Bianchi, Giuseppe Morri in Massimo Tamburini.